# Тюш (приток Язьвы)
Тюш — река в России, протекает в Карагайском районе Пермского края. Устье реки находится в 32 км по левому берегу реки Язьва. Длина реки составляет 14 км.
Исток реки на Верхнекамской возвышенности в 10 км севернее села Обвинск. Генеральное направление течения — юг. Приток — Арбузовка (левый). Протекает деревни Маслово, Пехитово, Сосновый Мыс, Собакино, Пусторамино, Егоршата, Харино. Впадает в Язьву чуть ниже села Обвинск.

## Данные водного реестра
По данным государственного водного реестра России относится к Камскому бассейновому округу, водохозяйственный участок реки — Кама от города Березники до Камского гидроузла, без реки Косьва (от истока до Широковского гидроузла), Чусовая и Сылва, речной подбассейн реки — бассейны притоков Камы до впадения Белой. Речной бассейн реки — Кама.
По данным геоинформационной системы водохозяйственного районирования территории РФ, подготовленной Федеральным агентством водных ресурсов:
- Код водного объекта в государственном водном реестре — 10010100912111100009608
- Код по гидрологической изученности (ГИ) — 111100960
- Код бассейна — 10.01.01.009
- Номер тома по ГИ — 11
- Выпуск по ГИ — 1